# Ernst-Jürgen Koch
Ernst-Jürgen Koch (* 1923; † November 2003 auf La Palma) war ein deutscher Weltumsegler und Buchautor.

## Leben
Koch, Sohn des Hamburger Weingroßhändlers Ernst Koch und seiner Frau Elisabeth geb. Scheffler,  wollte nach der Rückkehr aus dem Krieg zunächst Bühnenschriftsteller, dann Maler werden. Er segelte von Mai 1964 bis August 1967 mit seiner Frau Elga (1928–2014) als erstes deutsches Ehepaar einmal um die ganze Welt. Diese Reise unternahmen sie mit der Kairos, einem Kielschwertkreuzer. Danach folgte eine zweite große Reise (1978–1982) über Irland, Spanien, Madeira, Kanarische Inseln, Karibik, Venezuela, USA mit der Kairos II, einer Ketsch. Auf ihrer dritten großen Reise (1982–1985) segelten sie von der Ostküste der USA in die Karibik. Über die Reisen verfasste Ernst-Jürgen Koch verschiedene Bücher. Die Dias der Reisen von Elga Koch sind als Zeitdokumente mittlerweile digitalisiert. 1985 ließ sich das Ehepaar endgültig auf der Kanarischen Insel La Palma nieder.
Ernst-Jürgen Koch hat viele seiner Eindrücke nachträglich während seiner Jahre auf La Palma aus der Erinnerung in eindrucksvollen Ölbildern festgehalten und diese umfänglich dokumentiert. Sehr früh schon erkannte er, wie Umweltzerstörung weltweit um sich greift und Einmaliges vernichtet. Die Bilder sind im Besitz einer Stiftung auf La Palma und werden zuweilen in Teilen in Ausstellungen auf den Kanaren gezeigt (siehe auch Bibliographie).
Ernst-Jürgen Koch verstarb im November 2003 auf La Palma.

## Werke
- Ernst Jürgen und Elga Koch: Das Logbuch der Kairos – Weltumsegelung 1964–1967. Delius Klasing, Bielefeld 1971, ISBN 3-7688-0109-8.
- Ernst-Jürgen Koch: Hundeleben in Herrlichkeit: unsere Weltumseglung mit der Kairos [Fotos: Elga Koch. Zeichn. vom Verf.]. Christian Wegner Verlag, Hamburg 1968 (Band 1 der Kairos-Trilogie).
- Ernst-Jürgen Koch: Verdammt, glücklich zu sein: mit der Kairos unterwegs [Zeichn.: E.-J. Koch. Fotos: Elga Koch]. Delius, Klasing, Bielefeld 1984, ISBN 3-7688-0481-X (Band 2 der Kairos-Trilogie).
- Ernst-Jürgen Koch: Paradies im Stundenglas: unsere letzte Reise mit der Kairos. Delius Klasing, Bielefeld 1987, ISBN 3-7688-0578-6 (Band 3 der Kairos-Trilogie).
- Reise-Erinnerungen in Bildern – Ölbilder mit Texten (1986–2003) – 7/2007 veröffentlicht
- Mitläufer – Meine und Iwans Jugend 1923-1945 (2003) – 7/2007 veröffentlicht